# Джек Креймер
Джек Креймер (англ. Jack Kramer; 1 серпня 1921 — 12 вересня 2009) — американський тенісист.
Найвищу одиночну позицію світового рейтингу — 1 місце досяг 1946 року (за даними П'єра Жіллу та Гаррі Гопмана).
Здобув 35 одиночних титулів.
Перемагав на турнірах Великого шолома в одиночному, парному та змішаному парному розрядах.
Завершив кар'єру 1954 року.

## Фінали турнірів Великого шолома

### Одиночний розряд (3–1)
| Результат | Рік  | Турнір               | Покриття | Суперник             | Рахунок                 |
| --------- | ---- | -------------------- | -------- | -------------------- | ----------------------- |
| Поразка   | 1943 | Чемпіонат США        | Трава    | Джо Гант             | 3–6, 8–6, 8–10, 0–6     |
| Перемога  | 1946 | Чемпіонат США (1)    | Трава    | Том Браун (тенісист) | 9–7, 6–3, 6–0           |
| Перемога  | 1947 | Вімблдонський турнір | Трава    | Том Браун            | 6–1, 6–3, 6–2           |
| Перемога  | 1947 | Чемпіонат США (2)    | Трава    | Френк Паркер         | 4–6, 2–6, 6–1, 6–0, 6–3 |

### Парний розряд (6 перемог)
| Результат | Рік  | Турнір               | Покриття | Партнер              | Суперники                    | Рахунок       |
| --------- | ---- | -------------------- | -------- | -------------------- | ---------------------------- | ------------- |
| Перемога  | 1940 | Чемпіонат США        | Трава    | Тед Шредер           | Гарднар Маллой Генрі Прусофф | 6–4, 8–6, 9–7 |
| Перемога  | 1941 | Чемпіонат США        | Трава    | Тед Шредер           | Вейн Сейбін Гарднар Маллой   | 9–7, 6–4, 6–2 |
| Перемога  | 1943 | Чемпіонат США        | Трава    | Френк Паркер         | Білл Талберт Девід Фріман    | 6–2, 6–4, 6–4 |
| Перемога  | 1946 | Вімблдонський турнір | Трава    | Том Браун (тенісист) | Джефф Браун Дінні Пейлс      | 6–4, 6–4, 6–2 |
| Перемога  | 1947 | Вімблдонський турнір | Трава    | Боб Фалкенбурґ       | Тоні Моттрем Білл Сідвелл    | 8–6, 6–3, 6–3 |
| Перемога  | 1947 | Чемпіонат США        | Трава    | Тед Шредер           | Білл Талберт Білл Сідвелл    | 6–4, 7–5, 6–3 |

## Фінали Про-слем

### Одиночний розряд (2–1)
| Результат | Рік  | Турнір      | Покриття | Суперник       | Рахунок                 |
| --------- | ---- | ----------- | -------- | -------------- | ----------------------- |
| Перемога  | 1948 | US Pro      | Трава    | Боббі Ріґґс    | 14–12, 6–2, 3–6, 6–3    |
| Перемога  | 1949 | Wembley Pro | Indoor   | Боббі Ріґґс    | 2–6, 6–4, 6–3, 6–4      |
| Поразка   | 1952 | Wembley Pro | Indoor   | Панчо Гонсалес | 6–3, 6–3, 2–6, 4–6, 5–7 |